# Ange Capuozzo
Ange Capuozzo (Le Pont-de-Claix, 30 de abril de 1999) es un rugbier italiano, nacido en Francia, que se desempeña mayoritariamente como fullback y juega en el Stade Toulousain del francés Top 14. Es internacional con la Azzurri desde 2022.

## Biografía
Su padre es de Nápoles, emigró de Italia después de la Segunda Guerra Mundial y su madre es franco-malgache.
Comenzó a jugar al rugby en el club US Deux Ponts de su ciudad natal, a la edad de cinco años y con sólo 7 años ya jugaba en la categoría M11.
En 2010, a la edad de 11 años, fue descubierto e incorporado al club FC Grenoble. En su nuevo club, jugó principalmente de medio scrum hasta la M15 y fue entrenado para desempeñarse como apertura, fullback y wing.

## Carrera
Debutó en la primera del Grenoble en mayo de 2019, en el Estadio du Hameau y contra el Section Paloise. Cuando sustituyó, poco después de la hora de juego, a Jérémy Valençot.
Pronto, su desempeño en la Rugby Pro D2 empezó a ser destacado por la prensa, ganándose el puesto como titular y el técnico Stéphane Glas alabó su capacidad de altruismo y templanza.
En la temporada 2020–21 terminó siendo, junto a Jean-Bernard Pujol, el máximo anotador de tries con diez y fue elegido al equipo de la temporada. Repitiendo el último hecho, nuevamente la siguiente temporada.

### Stade Toulousain

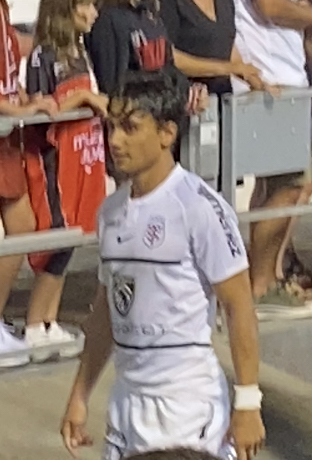
Jugando para el Toulouse.

En mayo de 2022 se unió al Stade Toulousain por tres temporadas, hasta 2025. Luego participó en un desafío de velocidad contra Caleb Clarke, internacional con los All Blacks, y perdió.
El 20 de noviembre de 2022 fue elegido Revelación del año, en los Premios World Rugby. Convirtiéndose en el primer italiano en conseguirlo.

## Selección nacional
Representó a la Azzurrini en 2019 y disputó el Campeonato Mundial Juvenil en Argentina. Fue allí donde empezó a jugar como fullback.
En octubre de 2021 Alessandro Troncon lo convocó a Italia A. Jugó un partido y marcó un try.

### Absoluta
El neozelandés Kieran Crowley lo seleccionó a la Azzurri para disputar el Torneo de las Seis Naciones 2022, debutó contra el XV del Cardo entrando al medio tiempo en el Estadio Olímpico de Roma y marcó un doblete.
La siguiente jornada fue titular ante los Dragones rojos, recuperó el balón y corrió 60 metros para pasar en un 2–1 a Edoardo Padovani que marcó el try del triunfo; la primera victoria desde el Seis Naciones 2015.  Al final del partido el galés Josh Adams, elegido el «hombre del partido» (minutos antes del final del partido y del try de la victoria italiana), le ofreció su medalla a Capuozzo, creyendo que la merecía él, pero el italiano le agradeció y la rechazó.
En los partidos de prueba de fin de año 2022, Italia enfrentó a los Wallabies y Capuozzo les anotó un doblete; participando así de lleno en la primera victoria de su selección contra Australia.